# Temne, Burîn
Temne (în ucraineană Темне) este un sat în comuna Mîhailivka din raionul Burîn, regiunea Sumî, Ucraina.

## Demografie
Componența lingvistică a localității Temne
     Ucraineană (100%)
Conform recensământului din 2001, toată populația localității Temne era vorbitoare de ucraineană (100%).